# Hypatopa juno
Hypatopa juno  (лат.) — вид мелких молевидных бабочек рода Hypatopa из семейства сумрачные моли (Blastobasidae, Gelechioidea). Эндемик Коста-Рики (Центральная Америка). Длина передних крыльев 4,4—6,0 мм. Окраска передних крыльев красновато-коричневая или серовато-коричневая; задние крылья сероватые; скапус усика и хоботок палево-коричневые. Обладает сходством с видом Hypatopa actes, отличаясь от них деталями строения гениталий. Вид был впервые описан в 2013 году американским лепидоптерологом Дэвидом Адамски (David Adamski, Department of Entomology, Национальный музей естественной истории, Смитсоновский институт, Вашингтон). Название вида дано в честь древнеримской богини Юноны (Juno).